# بانک ملی قطر
بانک ملی قطر (به عربی: بنك قطر الوطني) شرکت خدمات مالی و بانکداری قطری است، که با در اختیار داشتن شبکه‌ای از ۵۹۰ شعبه بانکی، در سال ۲۰۱۲ از سوی بلومبرگ در رتبه ۷۸ از بزرگترین بانک‌های جهان قرار گرفت.
بانک ملی قطر در سال ۱۹۶۴ راه‌اندازی شد و در حال حاضر دارای شعبه‌های عملیاتی در کشورهای مصر، امارات متحده عربی، تونس، اندونزی، هند، اردن و جمهوری خلق چین می‌باشد.
شعبه مرکزی این بانک در شهر دوحه، قطر قرار دارد و سازمان سرمایه‌گذاری قطر با در اختیار داشتن ۵۰٪ درصد از سهام این بانک، مالک و سهام‌دار اصلی آن به‌شمار می‌آید.